# 小香海泡
小香海泡是一个位于中国吉林省洮南县的湖泊，面积约为10平方千米，平均水深约为3米。